# Elm (Cambridgeshire)
Elm – wieś w Anglii, w hrabstwie Cambridgeshire, w dystrykcie Fenland. Leży 48 km na północ od miasta Cambridge i 127 km na północ od Londynu. Miejscowość liczy 3295 mieszkańców.